# Statistes
Le parti statiste est une ancienne faction politique conservatrice des Pays-Bas méridionaux.
Lors de la formation des États belgiques unis en 1789, ils s’opposent aux libéraux vonckistes. Les statistes sont partisans de l'ancien régime. Leur chef est l'avocat Henri van der Noot (1731 - 1827). Ils disparaissent après la première invasion française en Belgique.